# Едвард Джон Пойнтер
Едвард Джон Пойнтер (англ. Edward John Poynter; 20 березня 1836, Париж — 26 липня 1919) — англійський художник, член Арундельського товариства.

## Життєпис
Народився 20 березня 1836 року в Парижі, хоча незабаром після цього його батьки повернулися до Великобританії, в сім'ї архітектора та художника Амвросія Пойнтера.
У 1853 році зустрів Фредеріка Лейтона в Римі, який справив велике враження на 17-річного Пойнтера.
Здобув початкову художню освіту у Вестмінстерській школі та в Іпсвічі, у 1856–1859 роках. Навчався живопису в Лондоні, Римі та Парижі у Шарля Глейра (разом з Вістлером).
Набув популярності великими історико-міфологічними полотнами — такими, як «Ізраїль у Єгипті» (1867), «Візит Цариці Савської» (1871–1875), «Цар Соломон» (1890).
У 1866 році одружився з знаменитою красунею Агнес Макдональд, дочкою священика-методиста Джорджа Брауна Макдональда. Вони мали трьох дітей.
У 1871 році став членом Бельгійського товариства акваралістів, обраний в Королівську Академію мистецтв у 1876 році, а в 1896 (по смерті її президента Дж. Мілле) став її президентом. Одночасно в 1894–1904 роках обіймав посаду директора лондонської Національної галереї.
У 1902 році йому наданий титул баронета.
Помер у Лондоні у 1919 році.

## Галерея

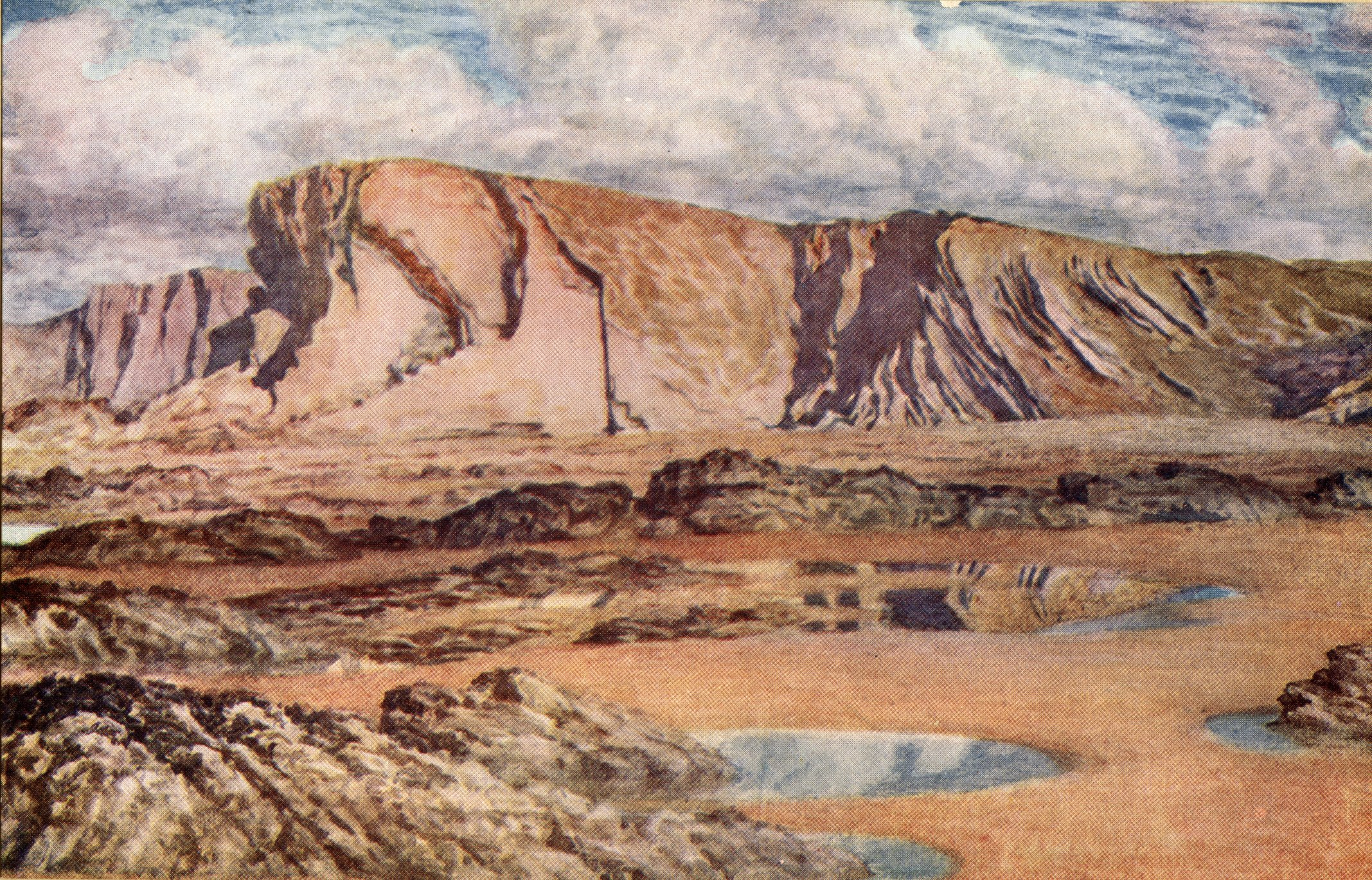
Стіни старої Англії
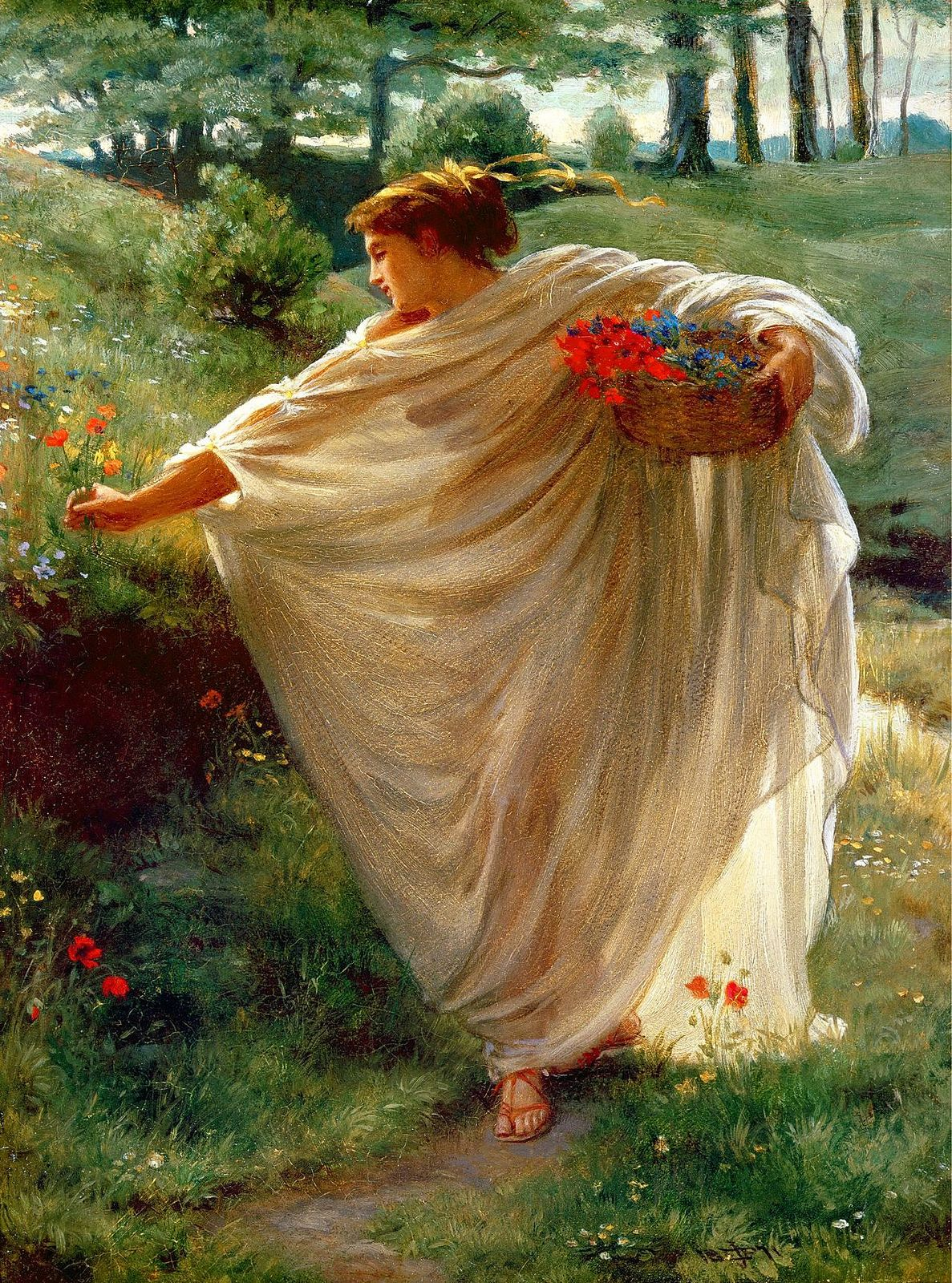
Дикі квіти
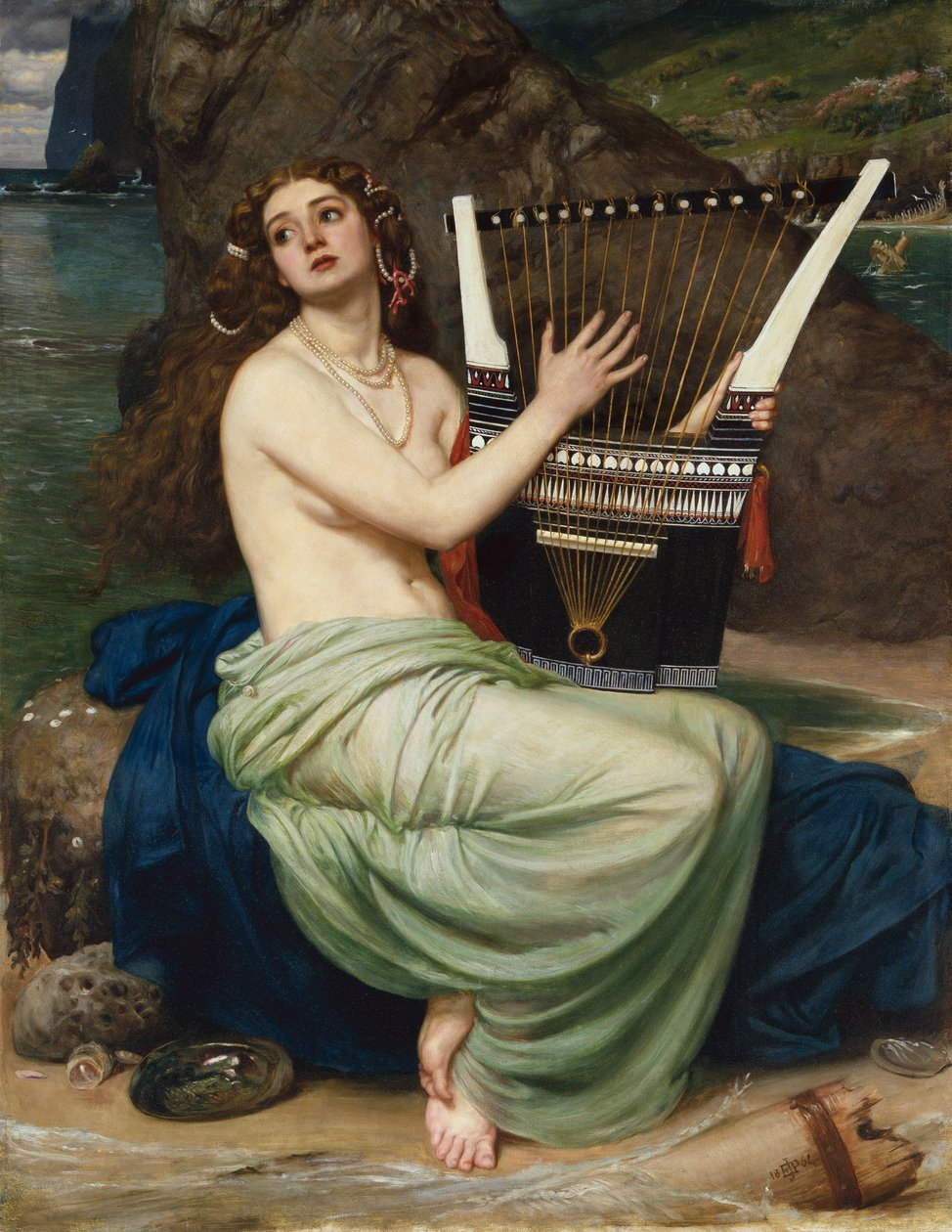
Сирена
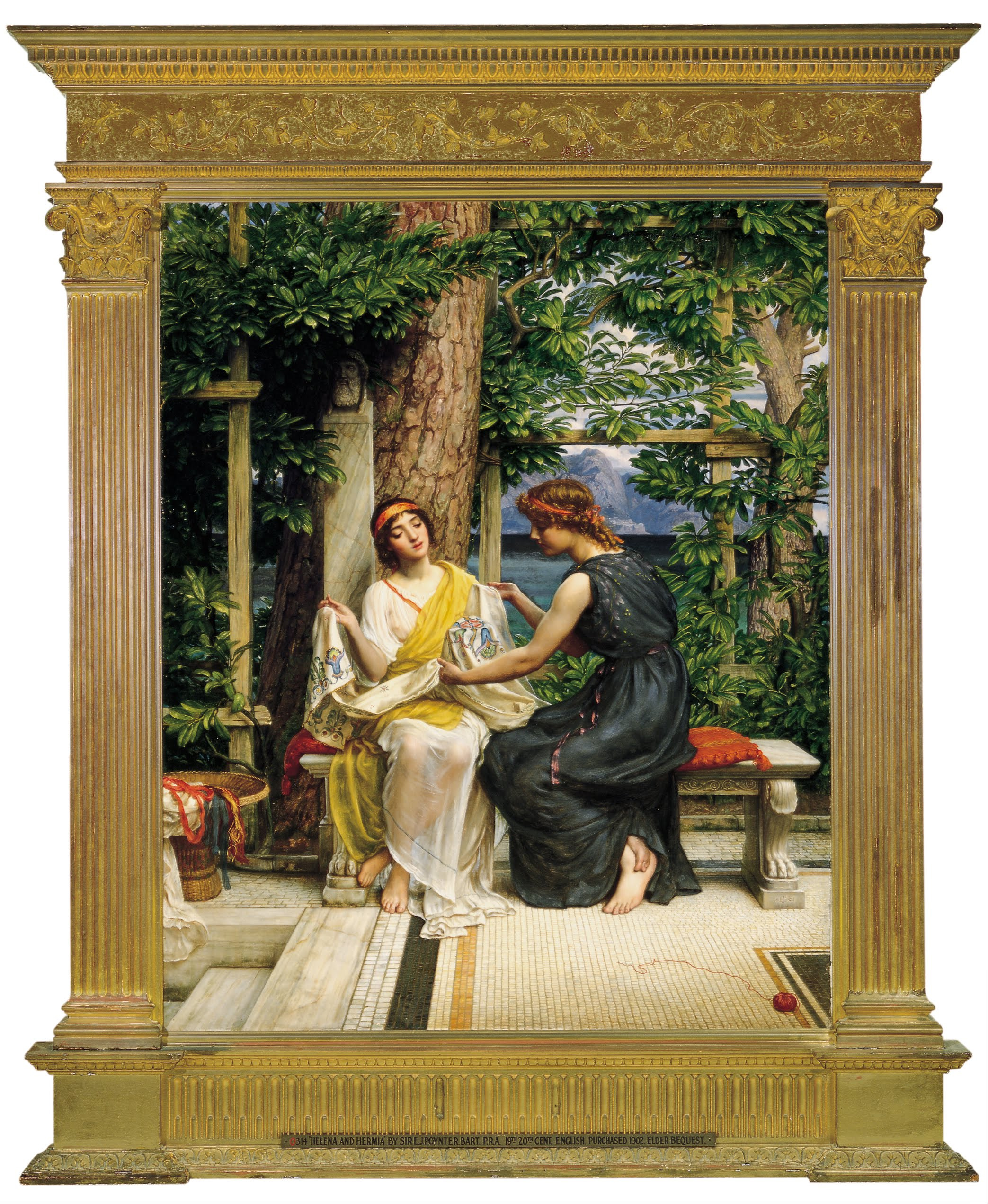
Олена та Гермія
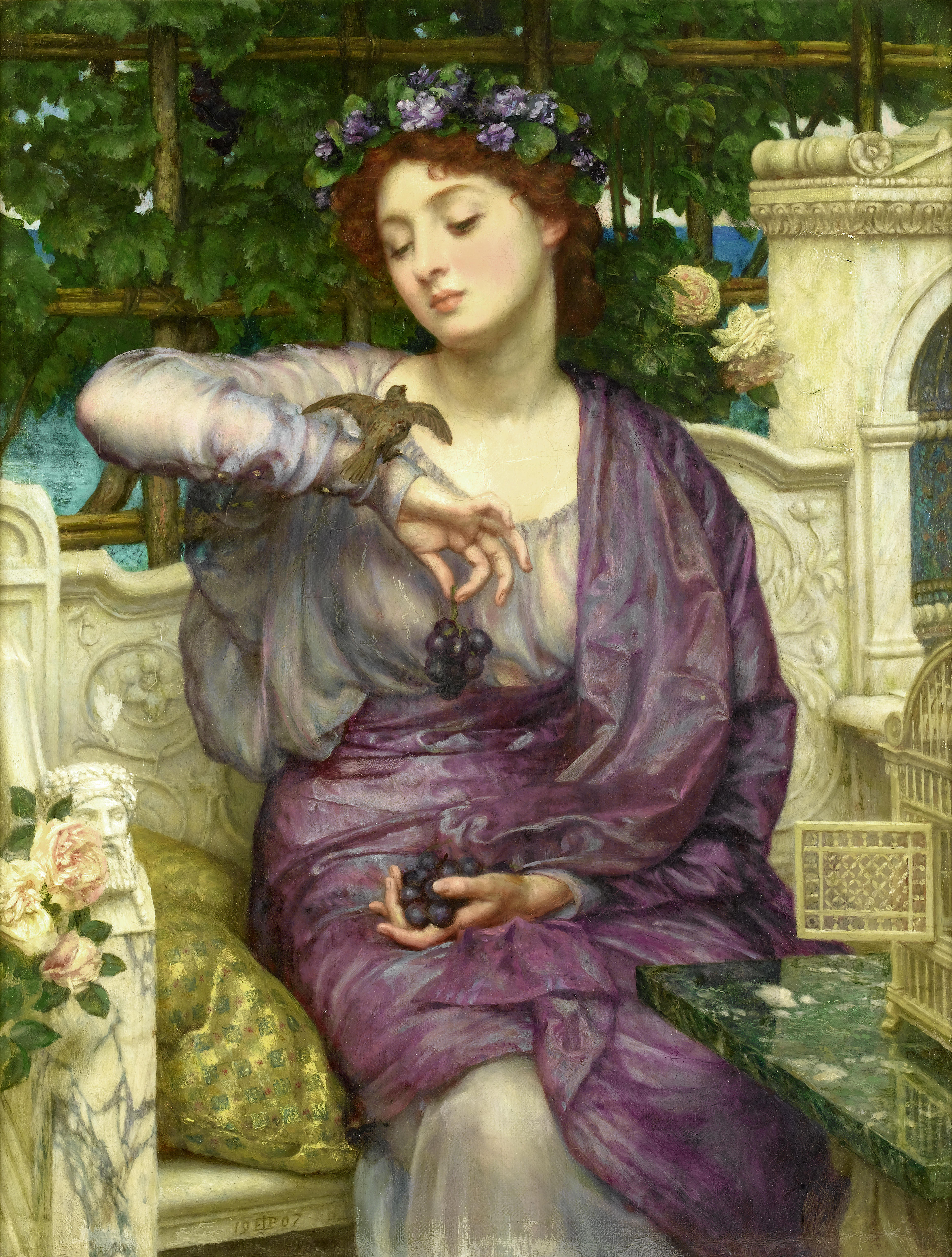
Лесбія й її горобець
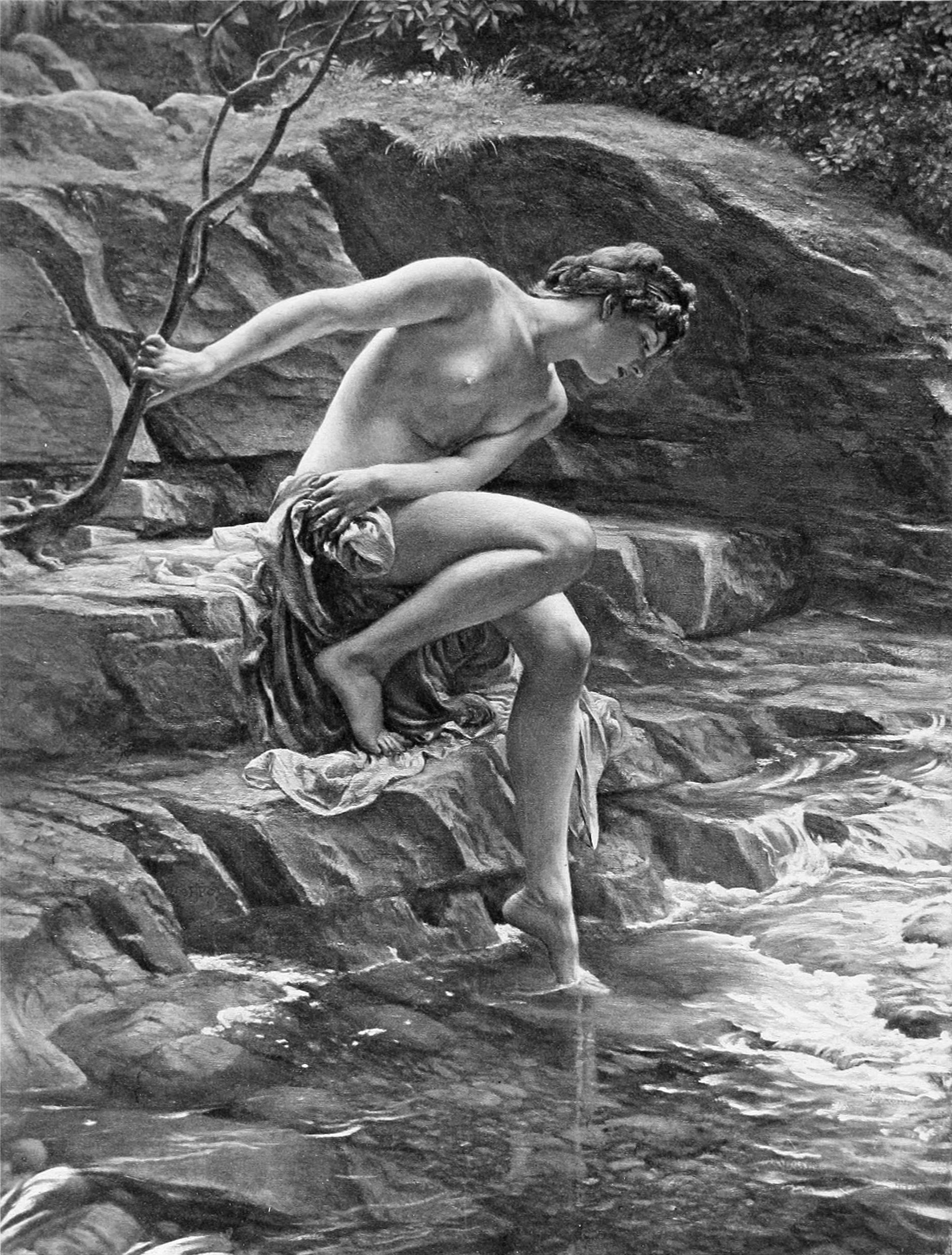
Німфа, що купається
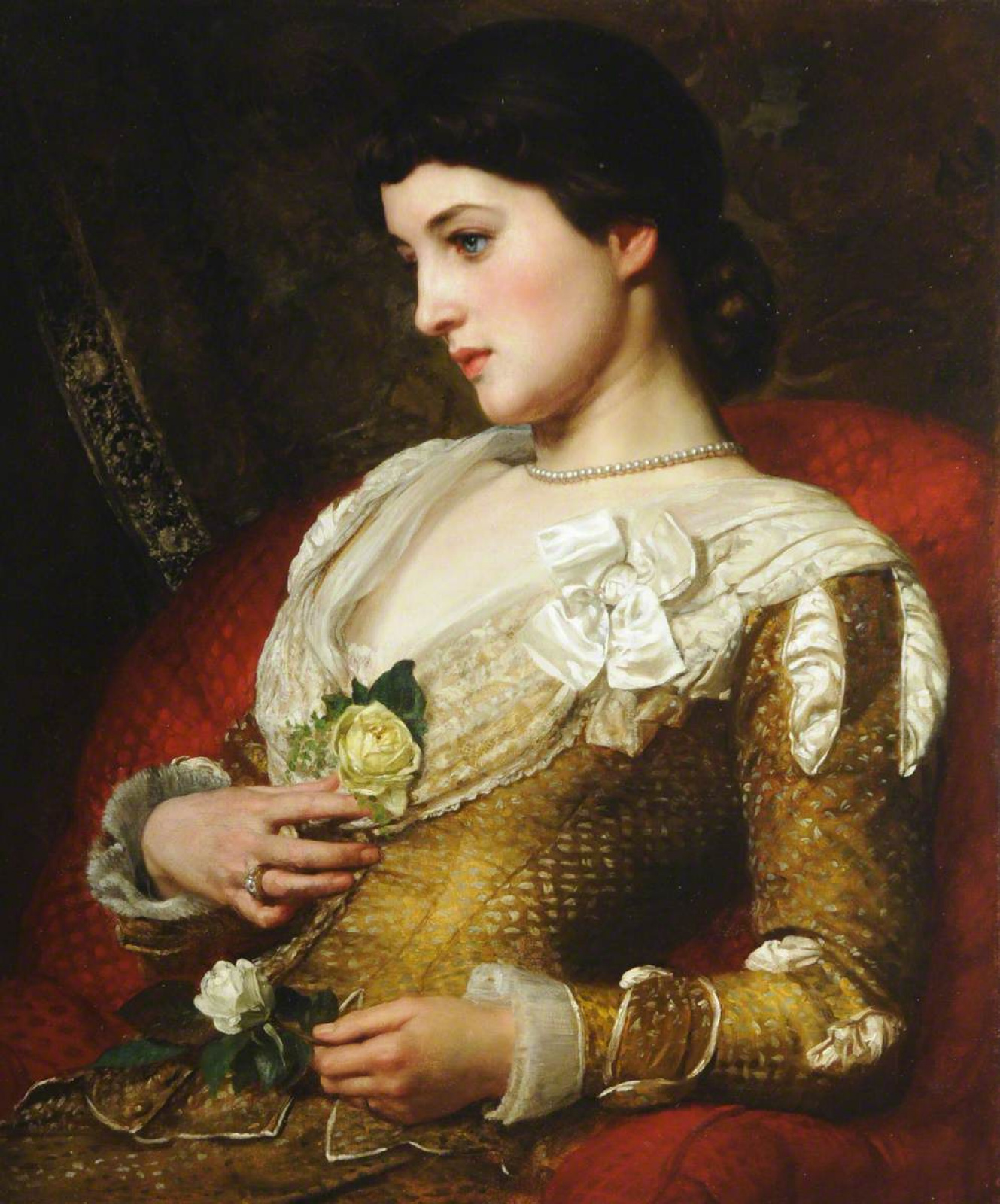
Портрет Лілі Ленгтрі
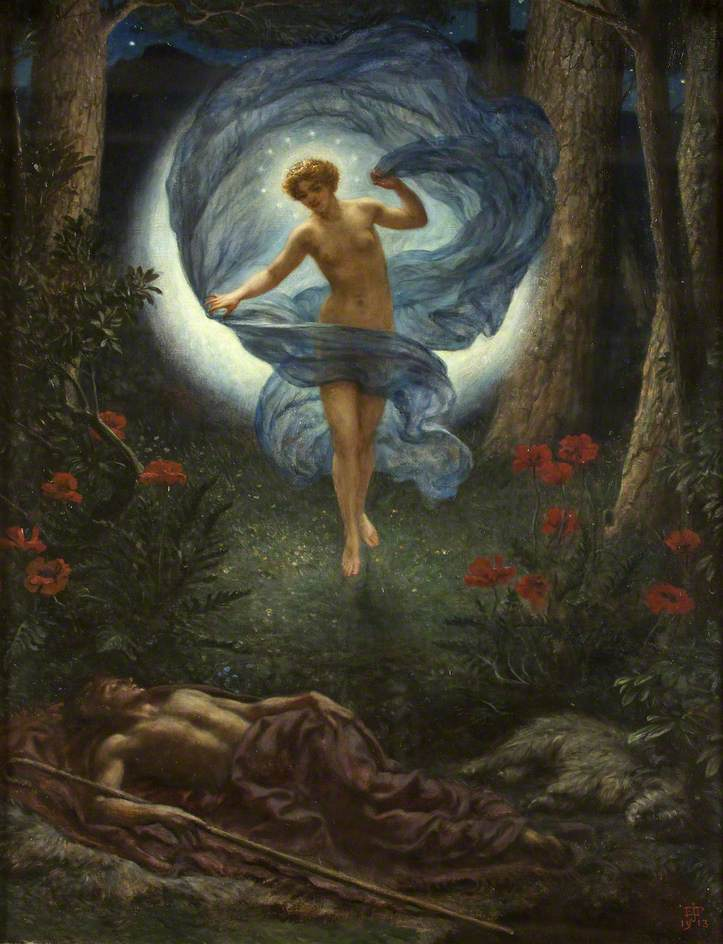
Видіння Ендіміона
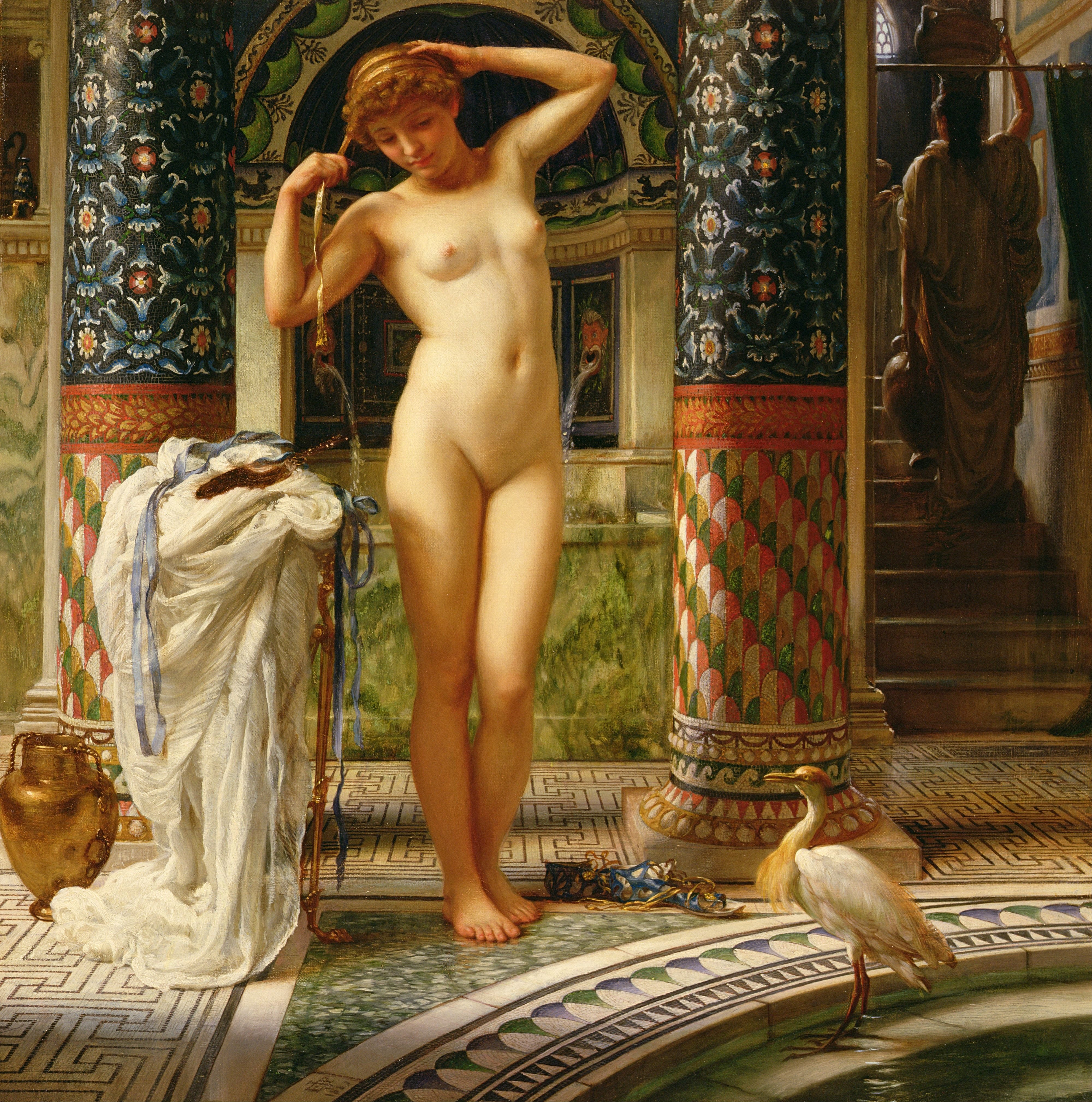
Діадумена
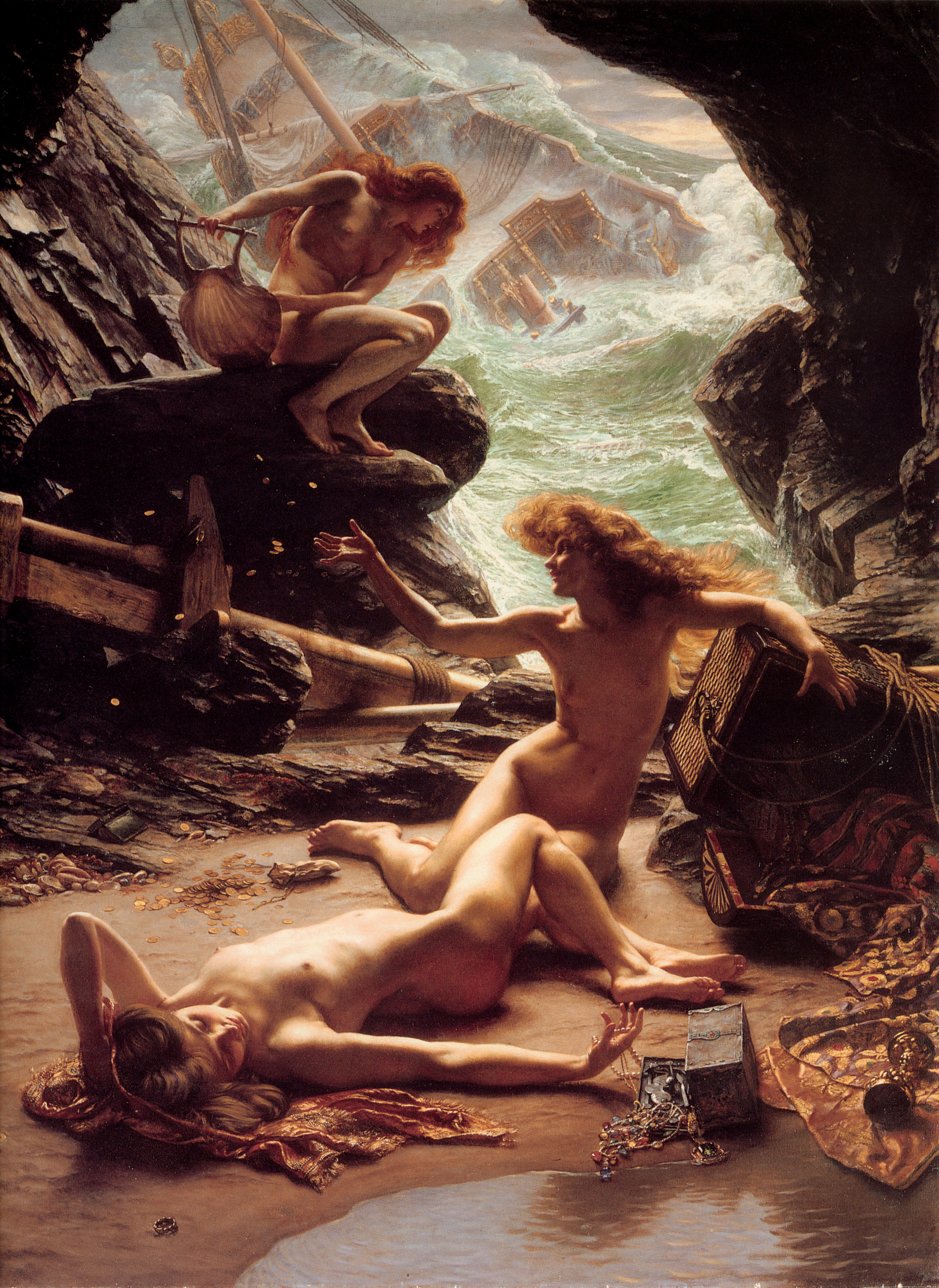
Печера німф шторму (сирен)
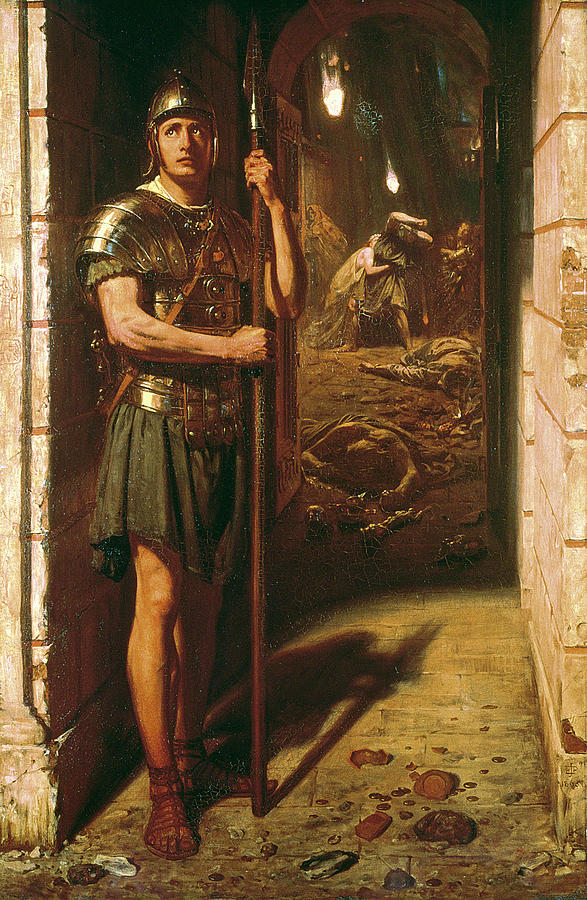
Вірний до смерті
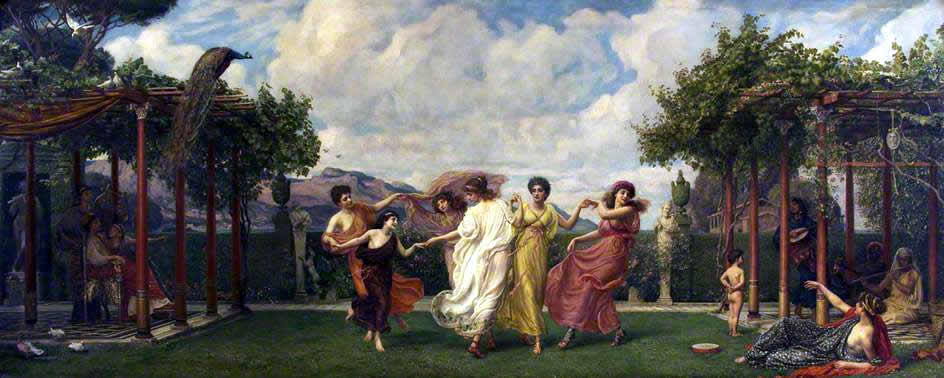
Хоровод сирен
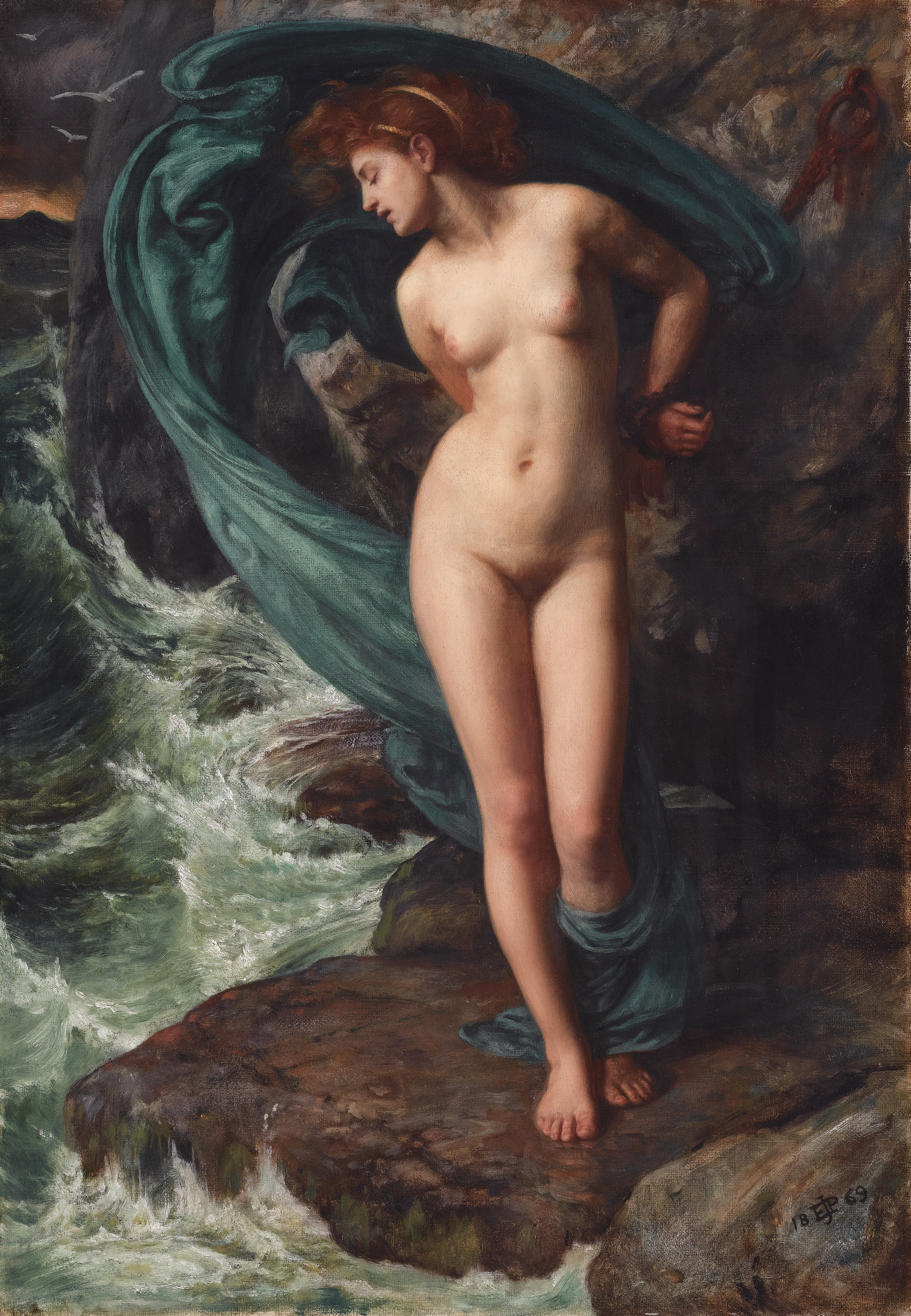
Андромеда
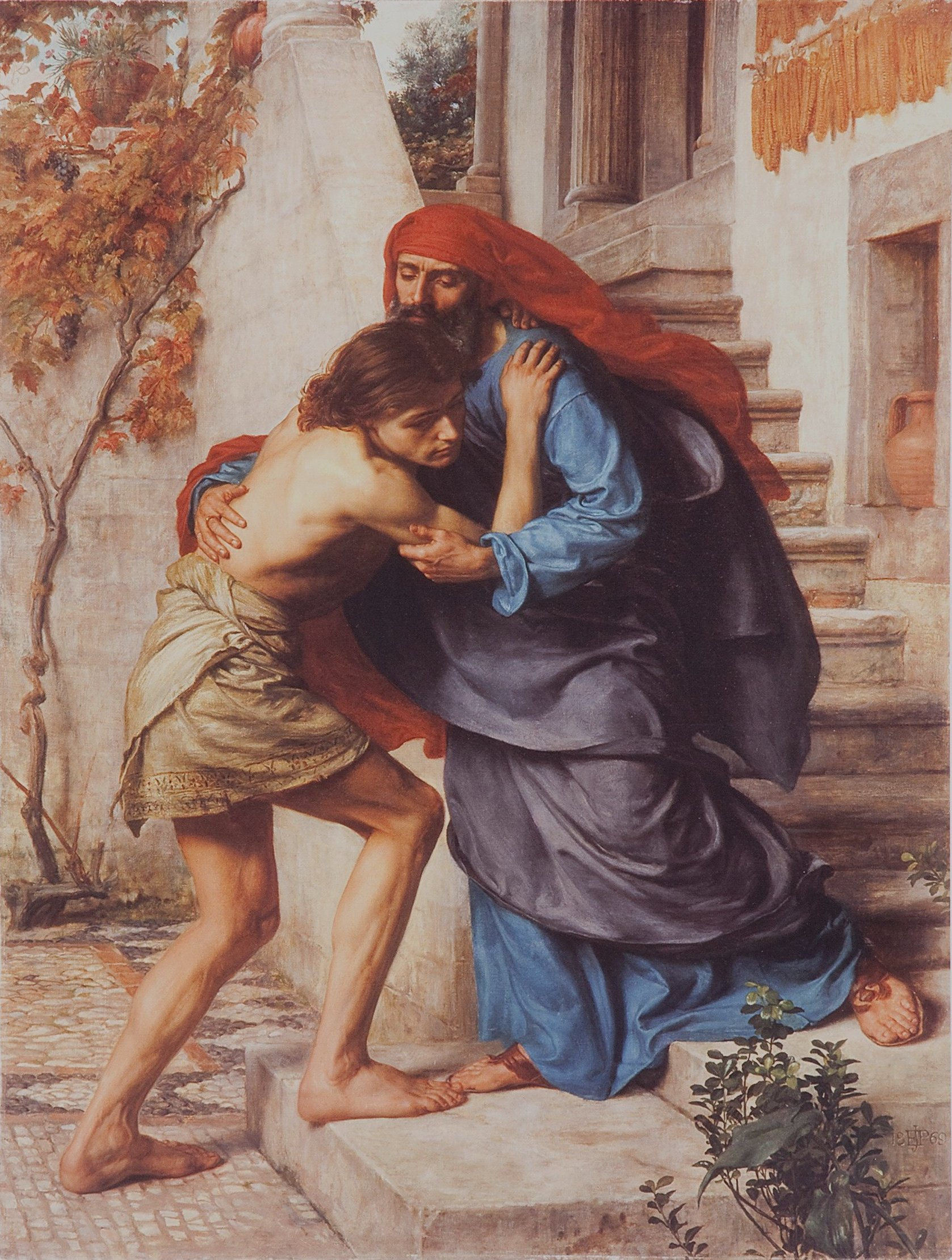
Повернення блудного сина
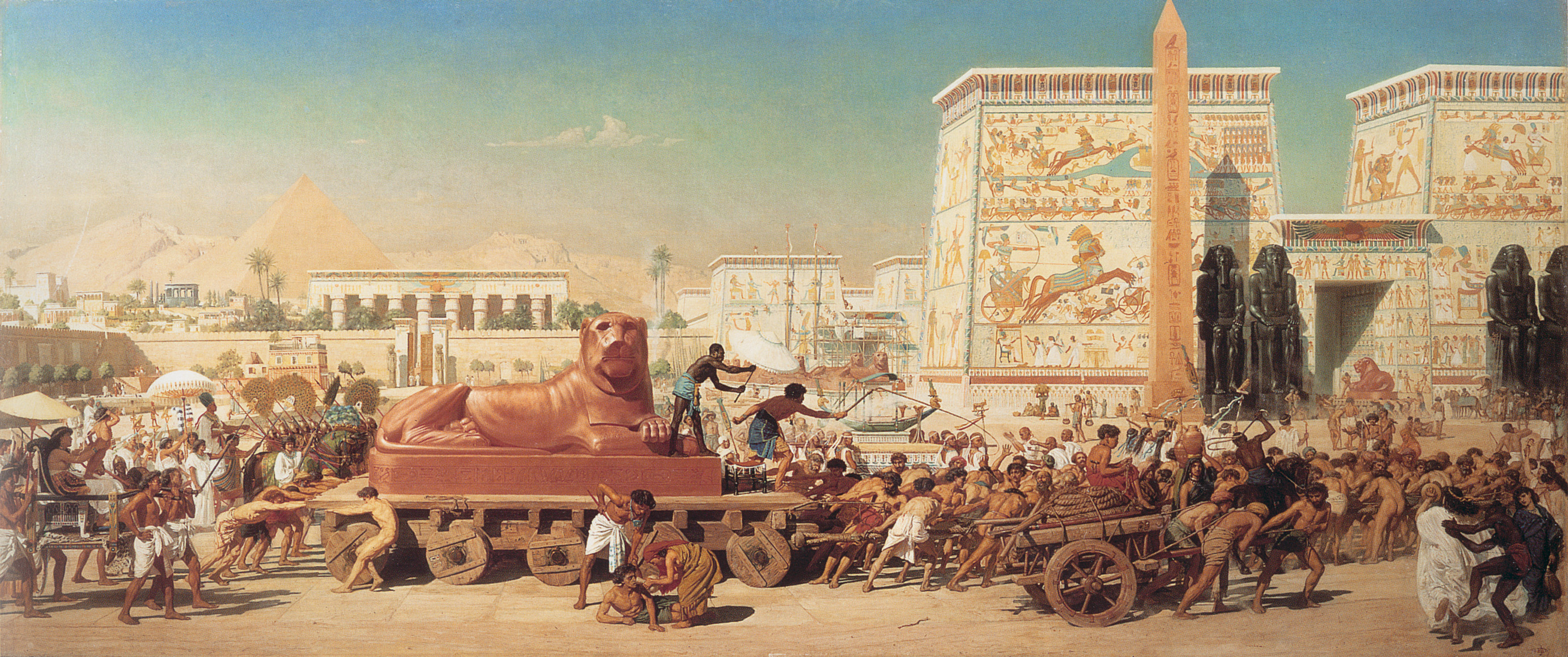
Ізраїль в Єгипті
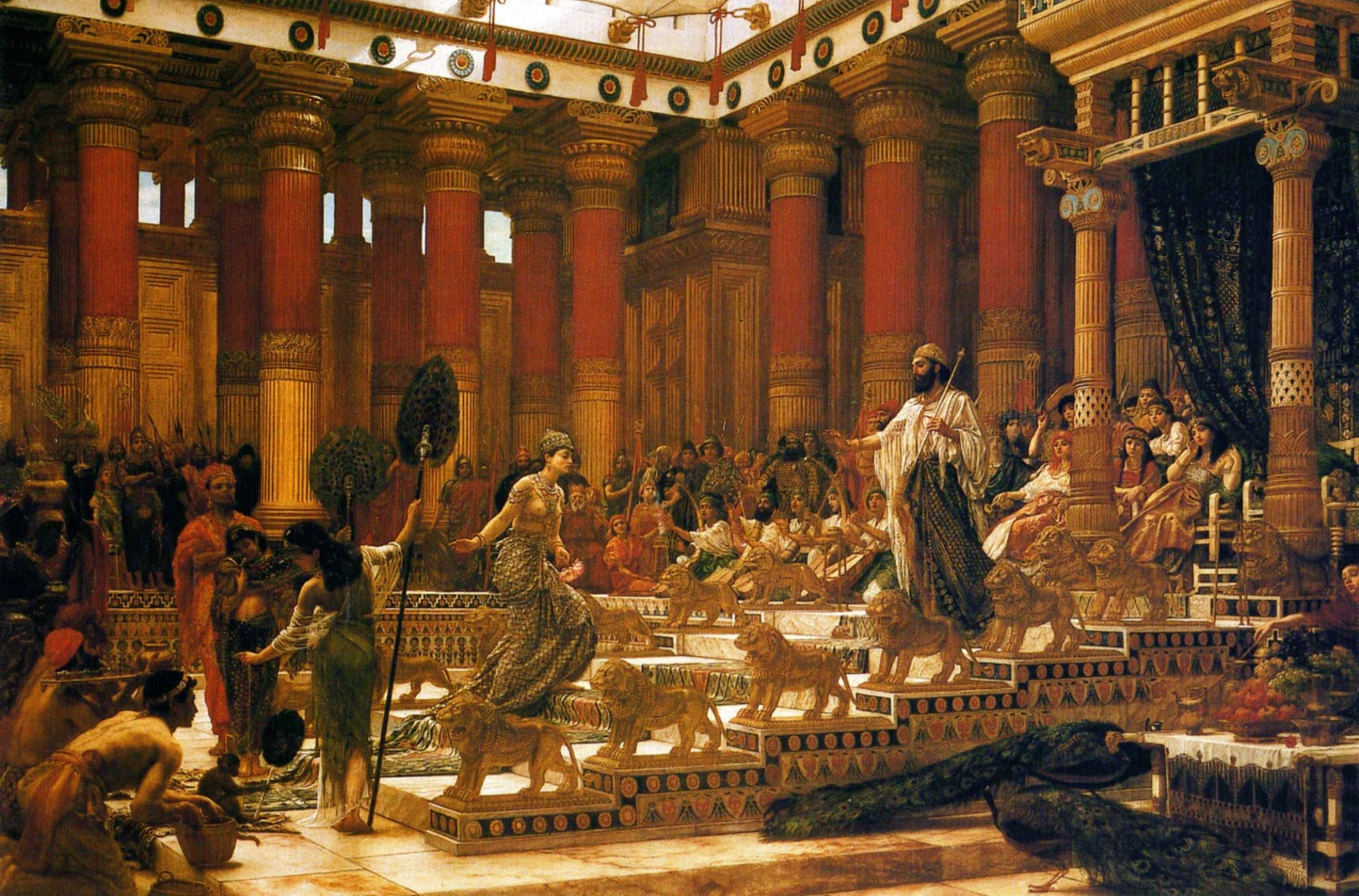
Цариця Савська у Соломона (Мф 12:42)